# Viscount Barrington
Viscount Barrington, of Ardglass in the County of Down, war ein erblicher britischer Adelstitel in der Peerage of Ireland.

## Verleihung und nachgeordnete Titel
Der Titel wurde am 1. Juli 1720 von König Georg I. für den aus den englischen Juristen und Unterhausabgeordneten John Barrington, geschaffen. Zusammen mit der Viscountwürde wurde ihm der nachgeordnete Titel Baron Barrington, of Newcastle in the County of Limerick, verliehen.
Seinem Urenkel, dem 7. Viscount, wurde am 17. April 1880 zudem in der Peerage of the United Kingdom der Titel Baron Shute, of Becket in the County of Berkshire, verliehen, mit dem besonderen Zusatz, dass dieser in Ermangelung eigener männlicher Nachkommen auch an seinen Bruder Percy Barrington und dessen männliche Nachkommen vererbbar sei. Da der 7. Viscount kinderlos blieb, erbte sein Bruder entsprechend alle drei Titel als 8. Viscount.
Die Titel erloschen schließlich beim kinderlosen Tod von dessen Urenkel, dem 11. Viscount, am 6. April 1990.

## Liste der Viscounts Barrington (1720)
- John Barrington, 1. Viscount Barrington (1678–1734)
- William Barrington, 2. Viscount Barrington (1717–1793)
- William Barrington, 3. Viscount Barrington (1761–1801)
- Richard Barrington, 4. Viscount Barrington († 1814)
- George Barrington, 5. Viscount Barrington (1761–1829)
- William Barrington, 6. Viscount Barrington (1793–1867)
- George Barrington, 7. Viscount Barrington (1824–1886)
- Percy Barrington, 8. Viscount Barrington (1825–1901)
- Walter Barrington, 9. Viscount Barrington (1848–1933)
- William Barrington, 10. Viscount Barrington (1873–1960)
- Patrick Barrington, 11. Viscount Barrington (1908–1990)